# Runcinioides
Runcinioides Mello-Leitão, 1929 è un genere di ragni appartenente alla famiglia Thomisidae.

## Distribuzione
Le quattro specie note di questo genere sono state rinvenute in Brasile; la R. argenteus anche nella Guyana francese

## Tassonomia
Non sono stati esaminati esemplari di questo genere dal 2008.
A dicembre 2014, si compone di quattro specie:
- Runcinioides argenteus Mello-Leitão, 1929[2] — Brasile, Guyana francese
- Runcinioides litteratus (Piza, 1933) — Brasile
- Runcinioides pustulatus Mello-Leitão, 1929 — Brasile
- Runcinioides souzai Soares, 1942 — Brasile